# Anny Hartmann
Anny Hartmann (* 1970 in Köln) ist eine deutsche Kabarettistin.

## Werdegang
Hartmann arbeitete nach ihrem Studium als Volkswirtin bei der Sparkasse KölnBonn. Als sie merkte, dass dieser Beruf sie nicht ausfüllt, kündigte sie und bringt seitdem ihren wirtschaftlichen Sachverstand in ihre Bühnenprogramme ein.
Nach Auftritten im Quatsch Comedy Club war Anny Hartmann von 2007 bis 2010 mit ihrem Soloprogramm „Zu intelligent für Sex?“ auf der Bühne zu sehen. Dieses Programm wurde 2009 von Lappan Verlag auch als Buch herausgebracht. Seit 2009 ist sie mit einem jeweils aktualisierten Jahresrückblick namens „Schwamm drüber?“ zu sehen. Für ihr folgendes Werk „Humor ist, wenn man trotzdem wählt“ wurde sie mit zwei renommierten Kleinkunstpreisen ausgezeichnet. Seit September 2013 spielte sie ihr Programm „Ist das Politik, oder kann das weg?“. Für ihr drittes Soloprogramm „NoLobby is perfect“ wurde sie mit dem Thüringer Kleinkunstpreis 2018 ausgezeichnet.
Neben ihren eigenen Arbeiten führte Hartmann Regie bei anderen Kabarettistinnen und Kabarettisten, unter anderem bei dem ersten abendfüllenden Programm 2005 von Murat Topal.

„Es macht Spaß, sich von Anny Hartmann ganz ohne erhobenen Zeigefinger, aber mit einem schelmischen Augenzwinkern, die Welt erklären zu lassen und dadurch die eigene Perspektive zu überdenken. Sie ist eine der wenigen Frauen in Deutschland, die sich sicher und erfolgreich auf dem politischen Kabarettparkett bewegen.“

Hartmann beklagt in ihrem Kabarettprogramm nicht nur gesellschaftliche Zustände, sondern engagiert sich auch für die Einführung eines bedingungslosen Grundeinkommens. Mitte 2023 nahm sie als Rednerin am Zukunftsdialog der Letzten Generation teil. Sie kritisierte im März 2024 die Verfolgung des Bündnisses als kriminelle Vereinigung und bezeichnete im August desselben Jahres die nach der Blockade mehrerer Flughäfen erfolgten Hausdurchsuchungen als „eines Rechtsstaats und einer Demokratie mehr als unwürdig“.

## Auszeichnungen
- 2011 St. Ingberter Pfanne für ihr Programm „Humor ist, wenn man trotzdem wählt“
- 2012 Fränkischer Kabarettpreis für ihr Programm „Humor ist, wenn man trotzdem wählt“
- 2014 Mindener Stichling
- 2016 Münsterländer Kabarettpreis, Jurypreis und Publikumspreis
- 2018 Thüringer Kleinkunstpreis[11]
- 2023: Deutscher Kleinkunstpreis in der Kategorie Kabarett[12]

## Werke
- Zu intelligent für Sex? Lappan, Oldenburg 2009. ISBN 978-3-8303-3193-3.